# Victorville
Victorville ist eine Stadt im San Bernardino County im US-Bundesstaat Kalifornien, Vereinigte Staaten, mit 134.810 Einwohnern (Stand: 2020). Die geographischen Koordinaten sind: 34,52° Nord, 117,33° West. Das Stadtgebiet hat eine Größe von 189,8 km² und befindet sich etwa 100 km nordöstlich von Los Angeles, 70 km östlich von Palmdale und rund 50 km nördlich von San Bernardino. Im Altstadtteil liegt das California Route 66 Museum.
Bei Victorville liegt der Southern California Logistics Airport, ein geplantes großes Luftfracht-Drehkreuz, das allerdings aktuell kaum Kunden gefunden hat. Schon vorher wurde damit begonnen, das Gelände auch wegen der dafür günstigen trockenen Luft als Flugzeug-Abstellplatz zu nutzen. Weiterhin befinden sich dort ein Flugzeugverwertungsbetrieb und ein Flugzeugfriedhof.
Von 1943 bis 1992 wurde hier von der U.S. Air Force die George Air Force Base betrieben.

## Geschichte
Ca. 1885 wurde an diesem Ort eine Gemeinde Victor gegründet, benannt nach dem Superintendenten der California Southern Railroad Co. Jacob Nash Victor.
Im Jahr 1901 wurde der Name der Gemeinde auf Geheiß der Union Post Offices in Victorville geändert, um – bereits vorgekommene – Verwechselungen mit dem gleichnamigen Ort Victor in Colorado in Zukunft zu vermeiden. Postleitzahlen gab es damals noch nicht.
Am 21. September 1962 erhielt Victorville offiziell den Status als "Community of California" mit 8110 Einwohnern (das entspricht etwa dem Stadtrecht in Deutschland).

## Söhne und Töchter der Stadt
- Patty Jenkins (* 1971), Filmregisseurin
- Raven (* 1979), Dragqueen
- Travis Van Winkle (* 1982), Schauspieler
- Shawna Fermin (* 1991), trinidadisch-tobagische Sprinterin